# Villa Munda
Villa Munda, también conocida como Zeleta Berri, es un palacete de verano situado en la ciudad de Zarauz, (Guipúzcoa) España. Está situada en la Calle de Navarra, en segunda línea de mar. 

## Historia
Debido al clima y al gran movimiento veraniego de los círculos sociales (entre los que se movía incluso la reina Isabel II, pues veraneaba en el Palacio de Narros), esta zona del País Vasco fue a finales del siglo XIX y principios del siglo XX el lugar elegido por una gran cantidad de familias de la alta burguesía y nobleza como el sitio perfecto para erigir sus residencias de verano. El resultado fue una costa repleta de villas, palacetes y mansiones que convirtieron Zarauz en un claro exponente del gran poder económico de los estratos más altos de la sociedad.
Villa Munda fue construida en el último tercio del siglo XIX sobre los terrenos que anteriormente ocupaba el cementerio municipal por órdenes del insigne médico segoviano Pedro González de Velasco. Él mismo pagó 14.500 reales por su construcción, más los gastos de exhumación y traslado de los cadáveres al cementerio actual. A la muerte de éste, en 1882, la propiedad fue adquirida por José de Murga y Reolid, I marqués de Linares y I vizconde de Llanteno, a cuya esposa, Raimunda de Osorio y Ortega, debe el palacete su nombre. A la muerte de éstos, ocurrida en 1901 y 1902 respectivamente, la casa sería heredada por su ahijada, Raimunda Avecilla y Aguado, II condesa de Villapadierna, en cuya familia permaneció hasta mediados del siglo XX.
Se trata de una construcción de estilo ecléctico de clara inspiración neoclásica que consta de tres plantas más un torreón, rodeado todo ello por un extenso jardín, hoy público, conocido como Zuhaizti o El Parque de los patos. La planta original del edificio era cuadrada aunque posteriormente se alargó la fachada Sur añadiendo dos cuerpos de menor altura que forman un patio en forma de "U".
El Palacete Villa Munda, junto con el Palacio de Sanz-Enea, es uno de los pocos ejemplos de la arquitectura del siglo XIX en la localidad que ha llegado a nosotros. Hoy en día, tras ser habilitada, Villa Munda alberga la sede del Conservatorio y Academia Municipal de Música de Zarauz.

## Galería de imágenes

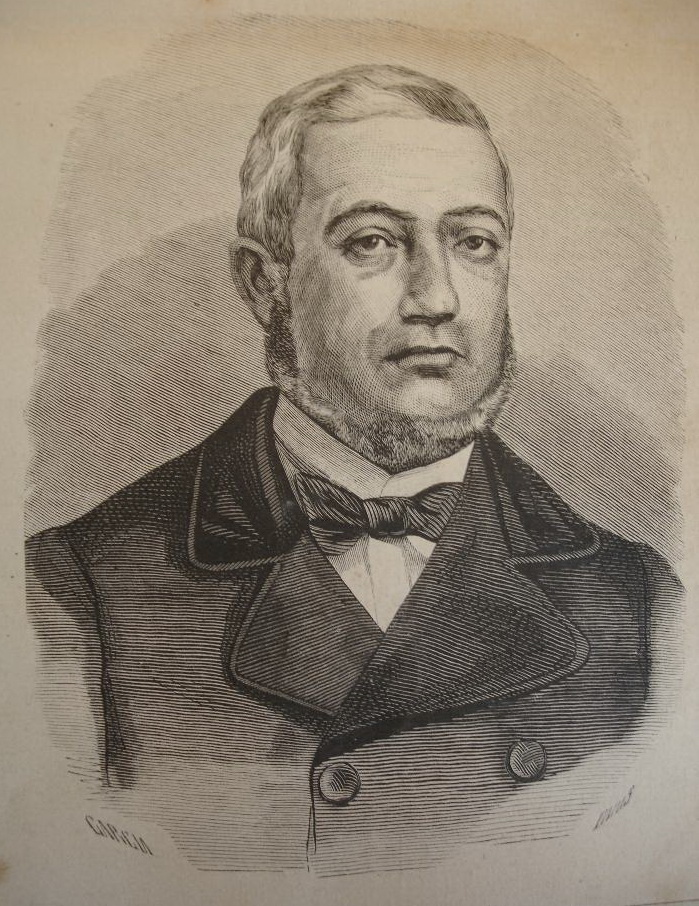
D. Pedro González de Velasco.
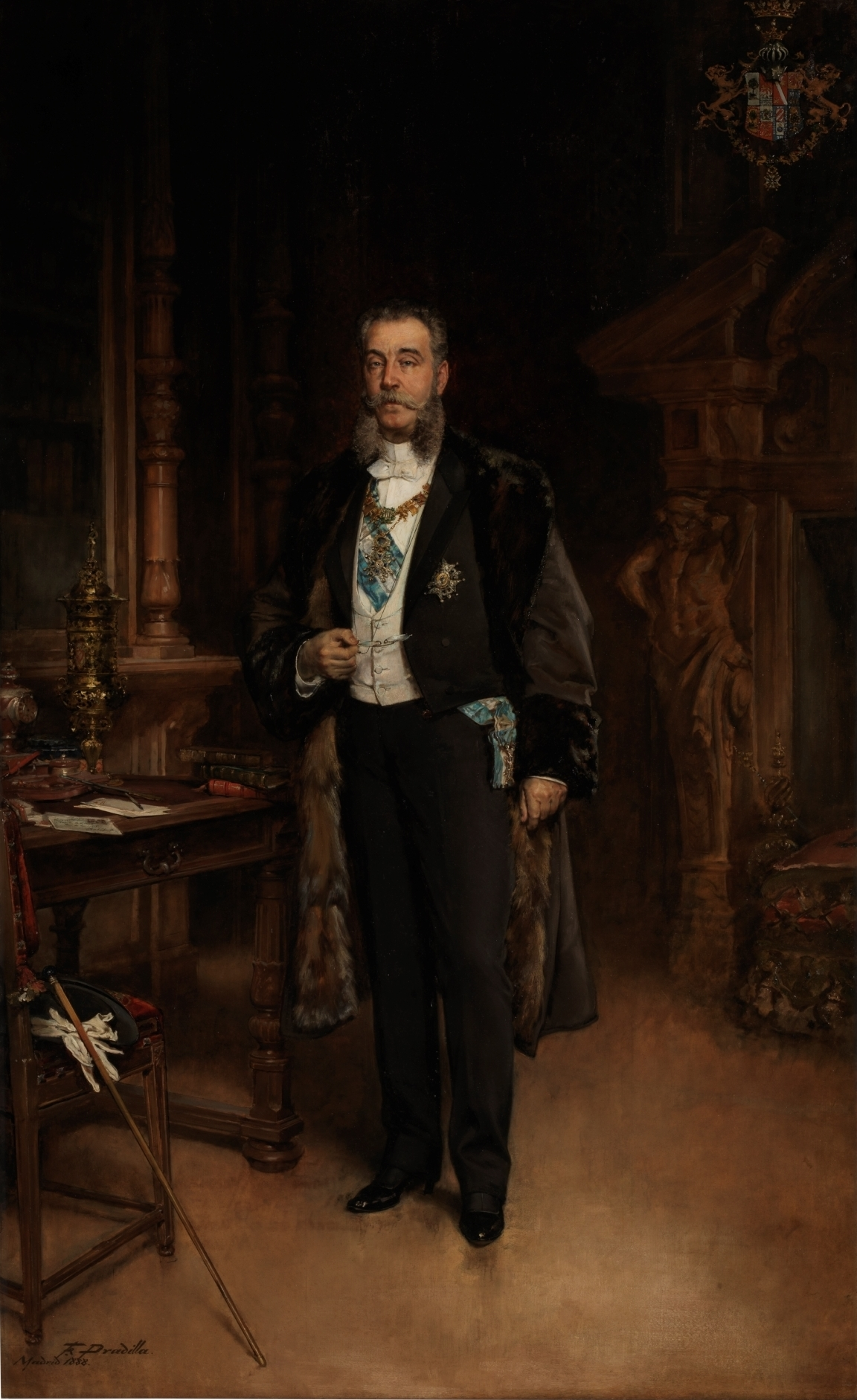
D. José de Murga y Reolid, marqués de Linares.
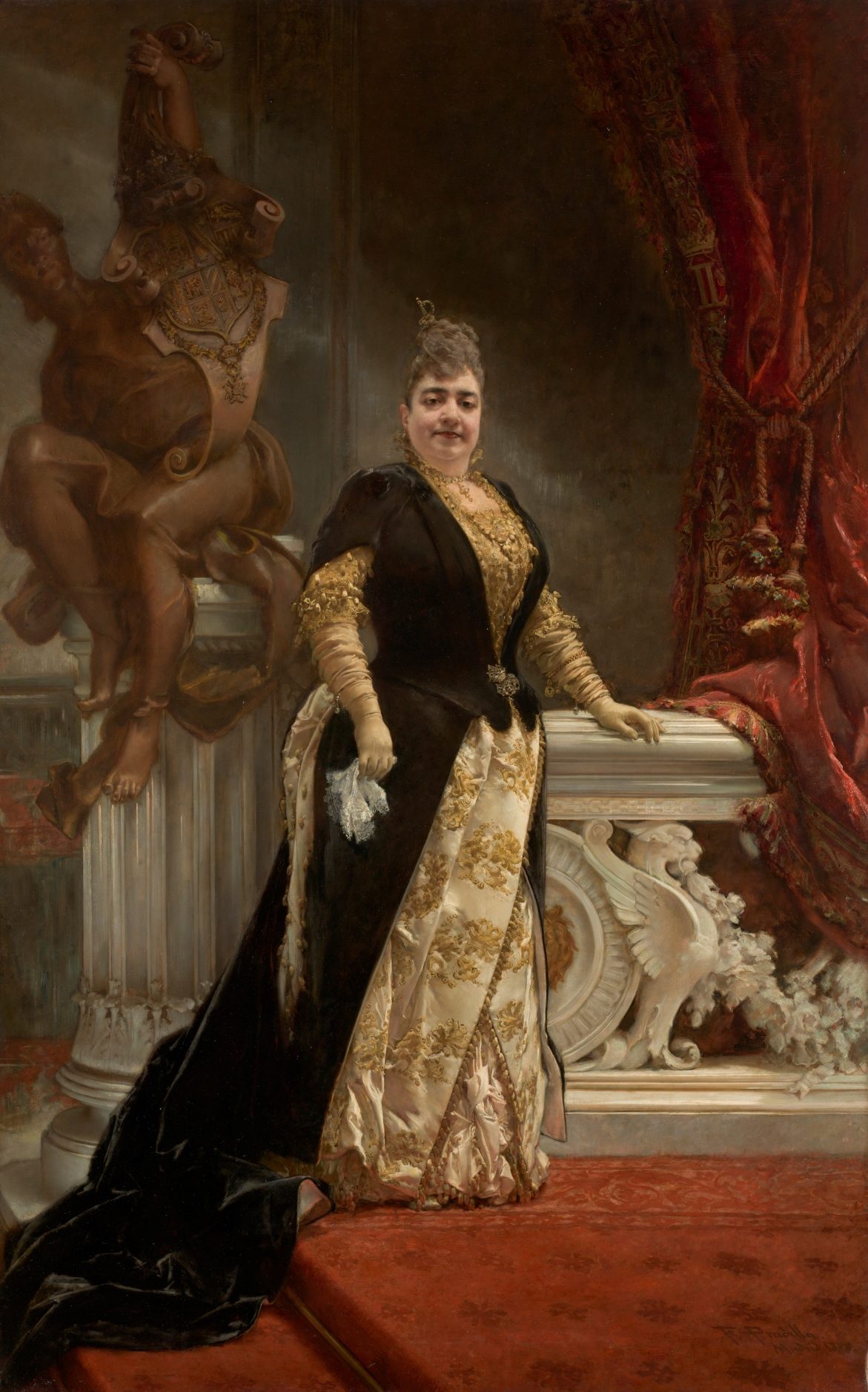
Raimunda Ossorio y Ortega, marquesa de Linares, a quien debe su nombre el palacete.
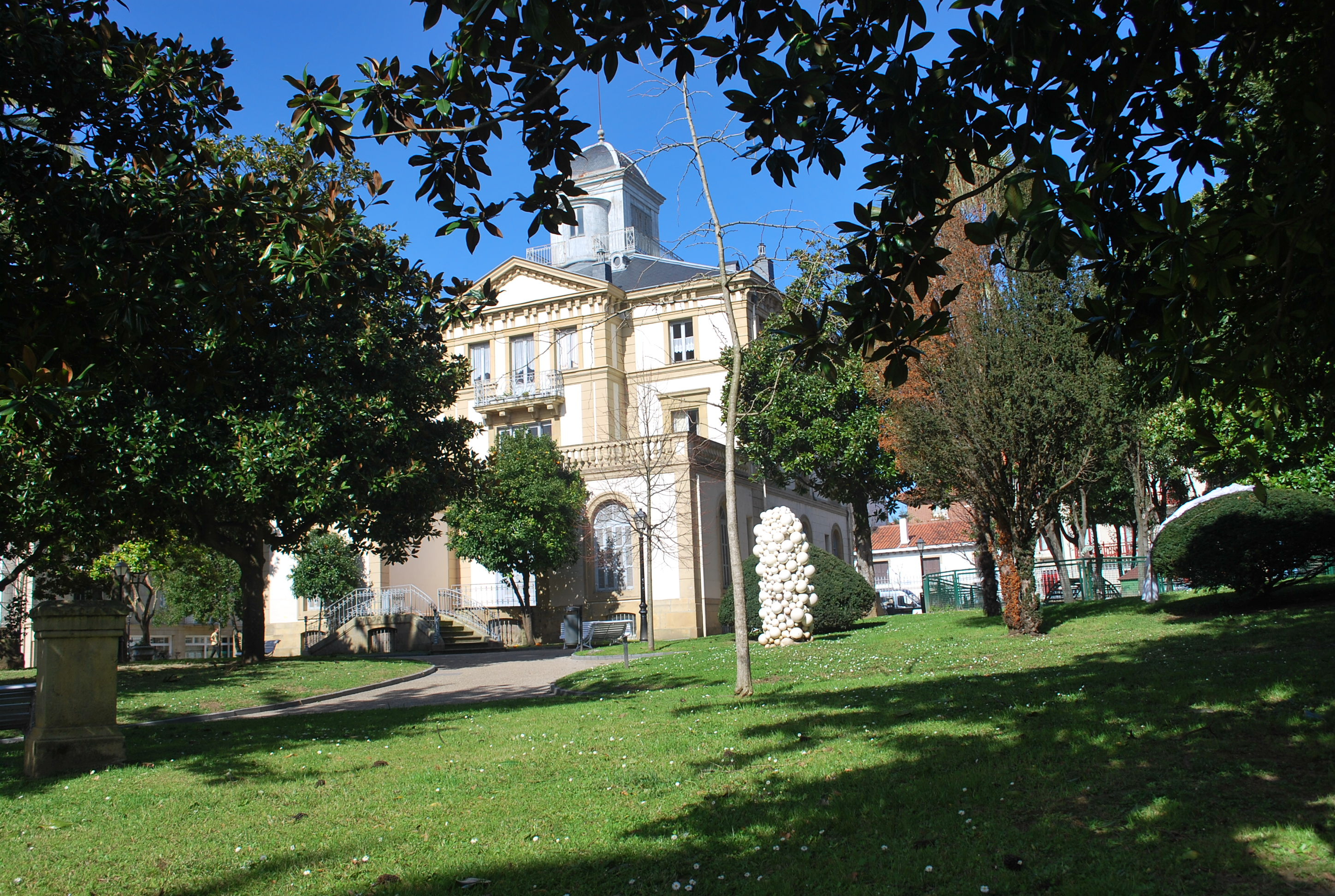
Fachada Sur de Villa Munda y su jardín.
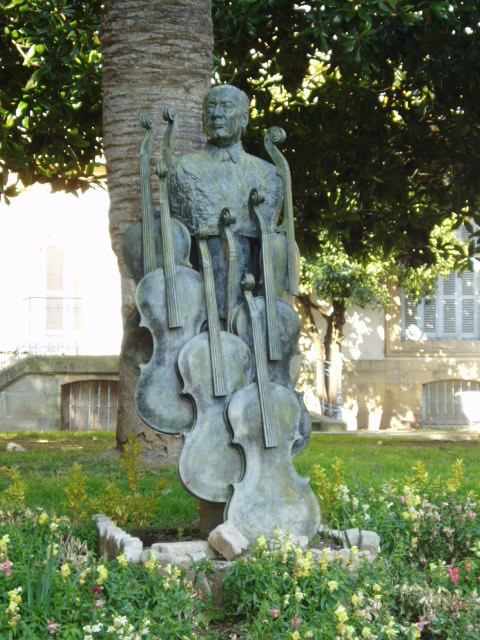
Monumento al compositor Francisco Escudero en el jardín de Villa Munda.
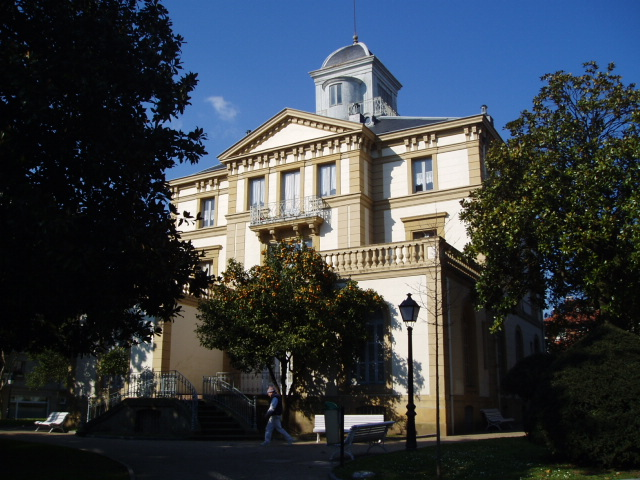
Fachada Sur de Villa Munda.
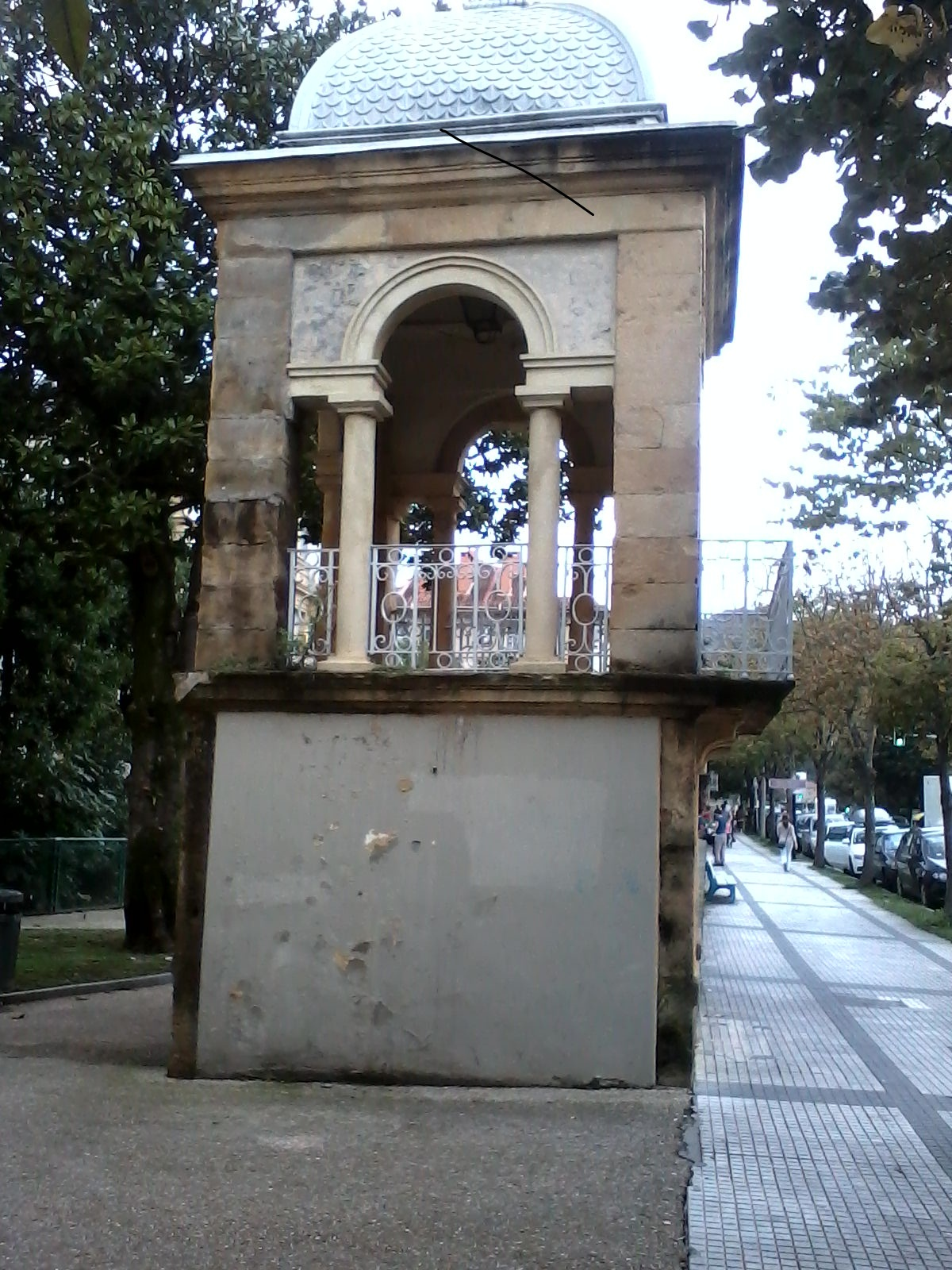
Uno de los torreones que flanquean la finca de la villa por la parte Norte.
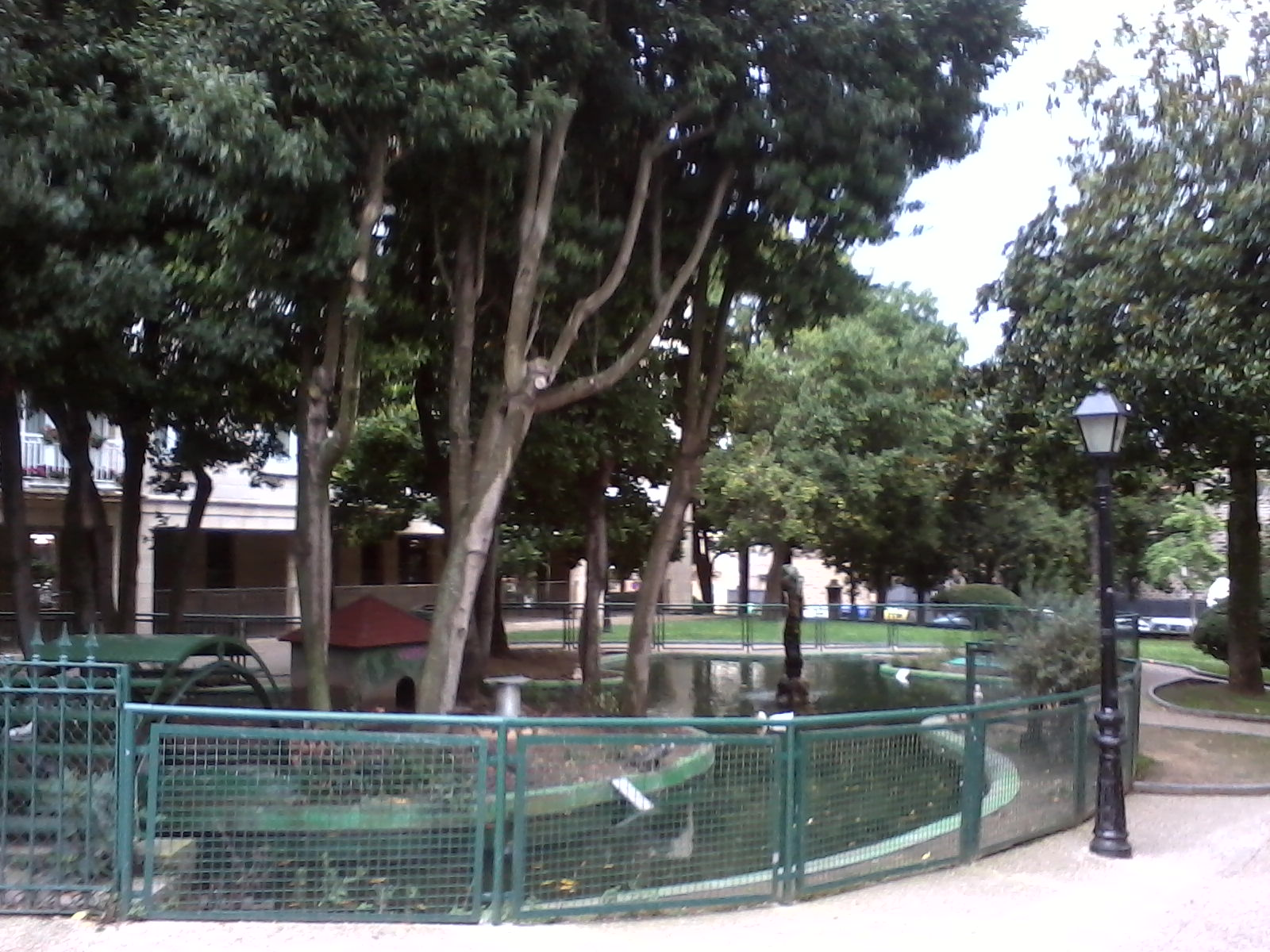
Parque de patos anexo a la finca.